# Cantiga de amigo

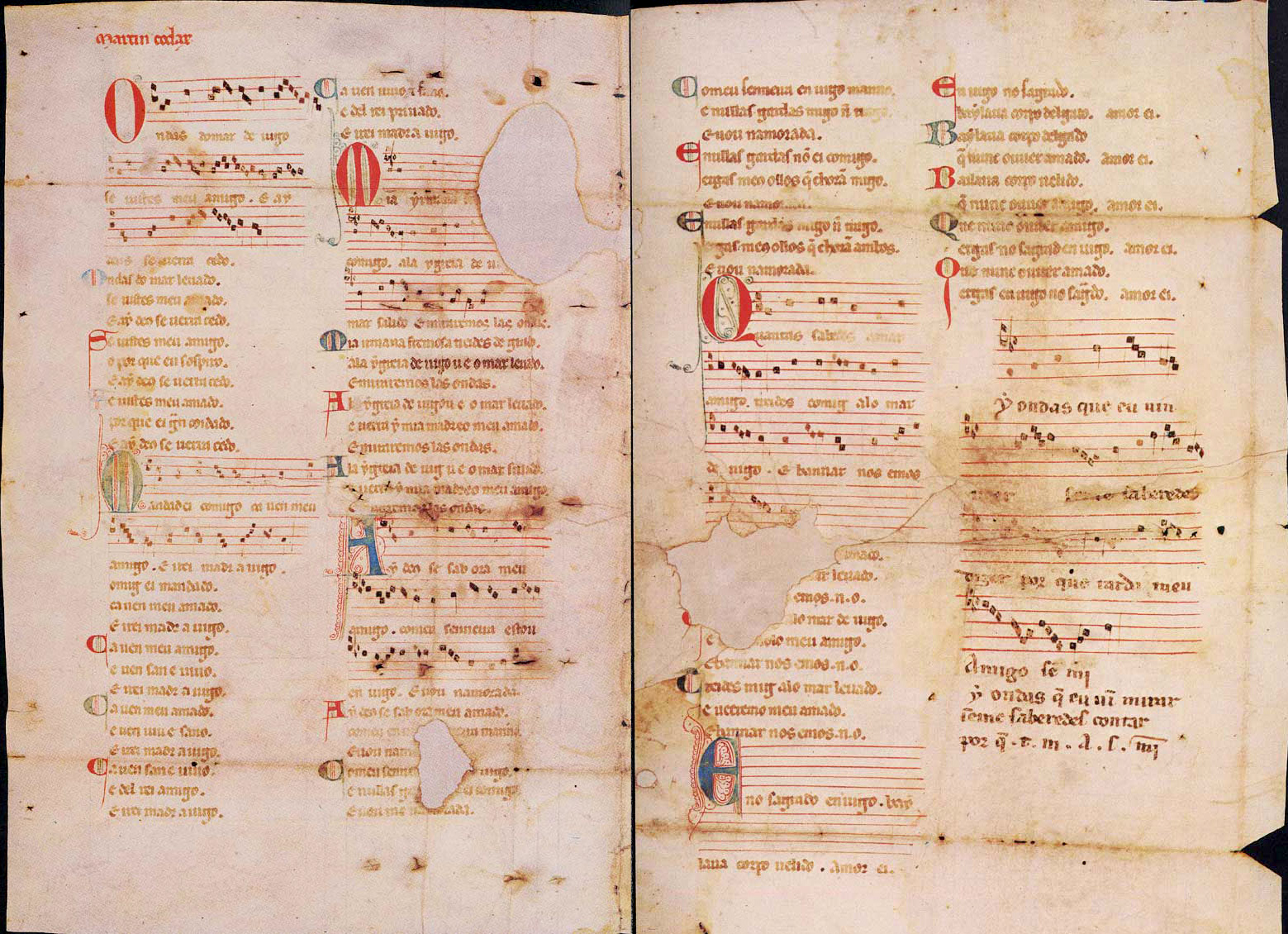
Cantigas de amigo de Martin Codax. Pergamino Vindel
(Pierpont Morgan Library, New York, Vindel MS M979).

Le Cantiga de amigo,  ou Cantiga d'amigo (en vieux Galaïco-portugais), littéralement « chanson de l'ami », l'ami se référant à l'être aimé – est un des quatre genres de la poésie médiévale Galaïco-portugais (Portugal et Galice). Cette lyrique érotique est apparemment également enracinée dans une tradition de chansons dans la partie Nord-ouest de la péninsule Ibérique : Léon, Castille, Aragon. Ce qui caractérise surtout les cantiga de amigo, est la parole donnée à la dame, où elle exprime ses émotions liées à son amour pour l'ami. Les premières pièces sont datées des années 1220 environ. Parmi les 500 pièces qui nous soient parvenues, presque toutes ont été composées avant 1300.

## Caractéristiques
Toujours d'un ton plaintif, le narrateur des cantigas est presque toujours une femme, une mère, une petite amie, ou le petit ami de la jeune fille. Stylistiquement, elles se caractérisent par des strophes de formes simples (verset en octosyllabes ou décasyllabes, rime consonante), avec répétition (la même idée dans deux versets sauf les derniers mots), variation, parallélisme (leixa-pren) et l'usage d'un refrain pour environ neuf dixièmes des textes. La plupart sont destinés à être chantés avec un accompagnement musical.

## Genres

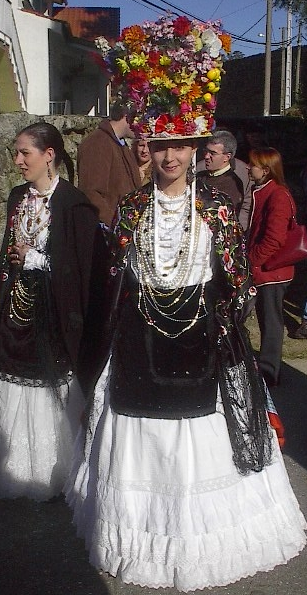
Dans le bailada [dansé], le chanteur entonne le premier vers, et les autres sont chantés par un groupe de filles en chœur. La Danza de Aldán est un sous-genre sans doute pratiqué depuis le Moyen-Âge.

La classification traditionnelle distingue quatre sous-genres au sein des cantiga de amigo selon la thématique : aube, mer, danse, pèlerinage.
- aube : quelques Cantigas de ce type ont été conservées. L'ami se plaint à sa bien-aimée qu'il ne peut dormir à cause de ses émotions ;
- barcarola ou Marinha : la jeune fille utilise la mer ou l'océan comme un confident ;
- Bailad : au ton enjoué et festif, qui exprime la joie de l'amour et destiné à être accompagné de danse ;
- cantiga da Romaría : un pèlerinage devient le prétexte aux rencontres d'amour.

## Auteurs
Ils constituent la plus grande ressource de l'amour lyrique pour voix de femme ayant survécu de l'Europe médiévale. Il existe quatre-vingt-huit auteurs, tous des hommes. Les mieux connus sont Denis de Portugal (le Roi Troubadour petit-fils d'Alphonse le sage), (52 chants), Johan Airas de Santiago (45), Johan Garcia de Guilhade (22), Juião Bolseiro (15), Johan Baveca (13), Pedr 'Amigo de Sevilha (10), João Zorro (10), Pero Meogo (9), Bernal de Bonaval (8), Martin Codax (7). Même Mendinho, auteur d'une seule chanson, a été acclamé comme un maître de poésie.

## Sources
Les sources du Cantigas de amigo se trouvent principalement dans le Cancioneiro Colocci-Brancuti conservé aujourd'hui à la Biblioteca Nacional de Lisbonne, et dans le Cancioneiro da Vaticana, copiés en Italie au début du XVIe siècle, probablement vers 1525, à la demande de l'humaniste italien Angelo Colocci. Sept chansons de Martin Codax figurent avec la musique (mais un seul texte), dans le Pergaminho Vindel, un manuscrit écrit probablement au milieu du XIIIe siècle, unique en philologie romane.
Le cantiga de amigo a été comparé avec le khardja mozarabe (XIe siècle), mais les caractéristiques peuvent être simplement dues à des coïncidences de la narration féminine et des thèmes érotiques. De même a été fait le rapprochement avec les Frauenlieder allemands.

## Discographie
- Echoes of Spain, Musique Galico-portugaise du Moyen Âge - Sonus Ensemble : James Carrier (chalumeau, flûte à bec, harpe, saz, tambourin), Hazel Ketchum (voix, saz, cithare, percussion), John Holenko (oud', saz), Geoff Cormier (percussion) (22–24 mai 1996, Dorian Discovery 80154) (Fiche sur medieval.org) (OCLC 40141117) — Contient les sept pièces de Martin Codax.
- Ondras do Mar, chants d'amour méditerranéen au XIIIe siècle - Ensemble Cantinella Antiqua, (mars 1998, Symphonia SY 98157 ; Pan Classics PC 10239) (Fiche sur medieval.org) (OCLC 41221349) — Contient cinq pièces de Martin Codax.
- Ondas, le Vie del Mare : cantigas de amigo - Ensemble Calixtinus : Shannon Anderson, Gabriella Schiavone, Enza Pagliara, voix ; Gianni de Gennaro, vielle, kaval, cornemuse et voix ; Nicola Nesta, luth médiéval, oud et saz ; Massimo la Zazzera, flûtes ; Doriano Longo, vielle ; Pippo Ark d'Ambrosio, percussion (9-11 janvier 2001, III Millennio CDA 0145) (OCLC 123408409)
- Cantigas de amor e de amigo - Paula Ceremużyńska, chant et direction ; Zofia Dowgiałło, harpe ; Carlos Castro, percussion ; Fernando Reyes Ferrón, luth ; (septembre 2004, Clave Records 3015-CD) (Fiche sur medieval.org) (OCLC 431415585)
- Ondas, Martín Codax : Cantigas de amigo - Pierre Hamon et Vivabiancaluna Biffi (8-11 septembre 2014/19 juin 2015, SACD Arcana A390)